# Roman Rees
Roman Rees (Freiburg im Breisgau, 1 maart 1993) is een Duits biatleet. Rees vertegenwoordigde zijn land op de Olympische Winterspelen 2022 in Peking.

## Carrière
Bij de jeugd won Rees samen met het Duitse team een gouden medaille in de 4×7,5 km estafette op de junioren wereldkampioenschappen 2014 in Presque Isle.
Rees maakte zijn debuut bij de prof op 1 december 2016 op de 20 km individueel in Östersund, waar hij 48e werd. Datzelfde seizoen behaalde hij zijn eerste podium in de wereldbeker, op 12 maart 2017 werd hij samen met Laura Dahlmeier derde in de single gemengde estafette in Kontiolahti.
Het seizoen 2018/2019 behaalde Rees zijn eerste individuele podium op de 10 km sprint in Soldier Hollow op 15 februari 2019. Daarnaast nam Rees dat seizoen ook voor het eerst deel aan de wereldkampioenschappen biatlon in Östersund. Daar behaalde hij samen met de Duitse ploeg, bestaande uit Arnd Peiffer, Erik Lesser en Benedikt Doll, een zilveren medaille in de 4×7,5 km estafette. 
Rees Nam deel aan de Olympische Winterspelen 2022 in Peking. Daar behaalde hij onder andere top 8 plaatsen in de 20 km individueel, 12,5 km achtervolging en de 4×7,5 km estafette.
Het seizoen 2022/2023 behaalde Rees, door constant te presteren een 9e plaats in de eindklassering van de wereldbeker.
In 2023 won Rees met de 20 km individueel, de eerste manche van het seizoen 2022/2023. Dit was meteen ook zijn eerste zege in de wereldbeker. Bovendien kwam hij ook aan de leiding in het algemene klassement. Na een goede start kon hij de prestaties niet doortrekken waardoor Rees het seizoen afsloot op een 27ste plaats in de eindklassering.   

## Resultaten

### Olympische Winterspelen
| Jaar | Plaats | Onderdeel   | Onderdeel | Onderdeel     | Onderdeel  | Onderdeel | Onderdeel          |
| Jaar | Plaats | Individueel | Sprint    | Achtervolging | Massastart | Estafette | Gemengde estafette |
| ---- | ------ | ----------- | --------- | ------------- | ---------- | --------- | ------------------ |
| 2022 | Peking | 7e          | 17e       | 6e            | 14e        | 4e        | –                  |

### Wereldkampioenschappen
| Jaar | Plaats     | Onderdeel   | Onderdeel | Onderdeel     | Onderdeel  | Onderdeel | Onderdeel          | Onderdeel                 |
| Jaar | Plaats     | Individueel | Sprint    | Achtervolging | Massastart | Estafette | Gemengde estafette | Single gemengde estafette |
| ---- | ---------- | ----------- | --------- | ------------- | ---------- | --------- | ------------------ | ------------------------- |
| 2019 | Östersund  | 20e         | –         | –             | –          | Zilver    | –                  | –                         |
| 2021 | Pokljuka   | 10e         | –         | –             | –          | 7e        | –                  | –                         |
| 2023 | Oberhof    | 21e         | 19e       | 10e           | 18e        | 5e        | 6e                 | –                         |
| 2024 | Nové Město | 13e         | –         | –             | –          | –         | –                  | –                         |

### Wereldkampioenschappen junioren
| Jaar | Plaats       | Onderdeel   | Onderdeel | Onderdeel     | Onderdeel |
| Jaar | Plaats       | Individueel | Sprint    | Achtervolging | Estafette |
| ---- | ------------ | ----------- | --------- | ------------- | --------- |
| 2012 | Kontiolahti  | 13e         | 10e       | 23e           | 4e        |
| 2013 | Obertilliach | 10e         | 7e        | 5e            | DSQ       |
| 2014 | Presque Isle | 10e         | 23e       | 14e           | Goud      |

### Wereldbeker
Eindklasseringen
| Seizoen   | Algemeen | Individueel | Sprint | Achtervolging | Massastart |
| --------- | -------- | ----------- | ------ | ------------- | ---------- |
| 2018/2019 | 42e      | 32e         | 32e    | 51e           | –          |
| 2019/2020 | 63e      | –           | 58e    | 48e           | –          |
| 2020/2021 | 29e      | 13e         | 30e    | 35e           | 30e        |
| 2021/2022 | 16e      | 26e         | 16e    | 14e           | 21e        |
| 2022/2023 | 9e       | 4e          | 7e     | 10e           | 12e        |
| 2023/2024 | 27e      | Brons       | 36e    | 38e           | 25e        |

Wereldbekerzeges
| Nr.         | Datum            | Plaats      | Onderdeel         |
| Individueel | Individueel      | Individueel | Individueel       |
| ----------- | ---------------- | ----------- | ----------------- |
| 1.          | 26 november 2023 | Östersund   | 20 km individueel |